# Брак по-итальянски
«Брак по-итальянски» (итал. Matrimonio all'italiana) — художественный фильм 1964 года совместного производства Италии и Франции режиссёра Витторио Де Сика, где в главных ролях снимались Софи Лорен и Марчелло Мастроянни. Фильм является экранизацией пьесы Эдуардо Де Филиппо «Филумена Мартурано». Это одна из наиболее известных мелодрам мирового кинематографа.

## Сюжет
Действие фильма происходит в Италии в 1940-1960-х годах.
1960-е годы. Неаполь. Уважаемый и состоятельный всеми владелец кондитерских, коренной неаполитанец средних лет дон Доменико Сориано Доменико Сориано (Марчелло Мастроянни) готовится вступить в брак со своей кассиршей, молодой красавицей Дианой (Марилу Толо) и по этому случаю продать семейный бизнес, чтобы наслаждаться жизнью без забот. В предсвадебную суету, царящую в его офисе, где собрались и модистка, доставившая наряды для невесты, и представители покупателей, и адвокаты, внезапно врывается водитель Альфредо со срочным вызовом домой — стало плохо донне Филумене... Филумена Мартурано (Софи Лорен), многолетняя любовница дона Доменико, управляющая его заведениями и ведущая его дом, чувствует себя настолько плохо, что врачи ожидают самого худшего исхода. Пришедший священник исповедует умирающую и передает подоспевшему синьору Сориано её последнюю просьбу: обвенчаться с ним, и тем загладить годы жизни во грехе. Дон Доменико соглашается. После обряда, оставив Филумену на руках домашних слуг, он идёт на кухню и вспоминает начало их отношений...
...1943 год. Молодой прожигатель жизни, дон Доменико, во время бомбёжки, заставшей его в публичном доме, случайно знакомится с 17-летней начинающей проституткой Филуменой, настолько стесняющейся своего нового статуса, что отказывается идти в бомбоубежище. Доменико остается с ней в пустом борделе... В 1945 году, во время послевоенной разрухи, они встречаются вновь и с тех пор их связь становится постоянной...
...дон Доменико приходит в себя и в этот момент перед ним предстает абсолютно здоровая Филумена, которая теперь — его законная жена. Она сыграла роль умирающей настолько точно, что провела и врача, и священника, и всех окружающих: ей нечего терять, ведь после 20 лет, что она провела рядом с синьором Сориано, он намерился вышвырнуть её на улицу, женившись на годящейся ему в дочери девушке. Пока дон Доменико неистовствует, Филумена тоже вспоминает прошлое...
...Ещё с первой встречи она влюбилась в Доменико. Он же долго удовлетворяется нерегулярными встречами, но затем, после её многочисленных просьб, забрал Филумену из публичного дома и снял ей квартиру, а также приставляет к своим кондитерским. Спустя несколько лет Сориано даже привёл её к себе домой, но лишь затем, чтобы отдать ей на попечение свою мать (Винченца Ди Капуа), страдавшую старческим слабоумием. Постепенно Доменико переложил на Филумену все заботы о своей жизни, и она прекрасно справлялась с делами, хотя не получила никакого образования. При всём при этом сам Доменико вел жизнь ловеласа, развлекаясь в европейских столицах, соря деньгами, и редко появляясь дома. Филумена же направляет все силы и сбережения на тайное воспитание троих сыновей. Дети не знают, кто их мать.
...наступает время и Филумене вернуться в реальность: синьор Сориано приводит её к адвокату, который убедительно доказывает, что брак, совершенный под влиянием обмана, является недействительным, и уговаривает согласиться на его аннуляцию и небольшую компенсацию. Перед тем, как покинуть роскошную квартиру Сориано в центре Неаполя, Филумена решает открыться своим детям. Она приглашает их к себе и рассказывает свою историю. Она родилась в нищем квартале в многодетной семье, где никогда не знала ни заботы, ни ласки. Её иногда угощал булочками местный пекарь, он и соблазнил её, когда она повзрослела. Отец сказал, что пора зарабатывать себе на хлеб самой, а проторенная подругами дорожка привела её в публичный дом... Но от своих детей она не захотела избавляться, она сделала всё, чтобы они были сыты и одеты, получили образование под присмотром опекунов, которым она платила. И вот теперь она открывается им и ждёт их решения: нужна ли им такая мать. Сыновья принимают Филумену и готовы быть с ней.
Перед уходом, Филумена Мартурано сообщает дону Сориано, что один из её детей — его сын. Но кто, она не скажет.
...Доменико, наконец, освободившийся от Филумены, продолжает готовиться к свадьбе с Дианой. Но при этом он потерял покой: он переосмысливает свою жизнь, с трудом осознает, что уже не молод и его волнует мысль, что он мог бы иметь сына, молодого, радующего его, перенимающего его опыт. Разными способами он пытается выведать, кто же из троих сыновей Филумены рожден от него. Измучившись, он приходит на поклон к Филумене, признавая, что её месть удалась. Однако Филумена отказывается указать того, кто может стать наследником Сориано. Она не желает сеять между мальчиками рознь, для неё они равны. Обессиливший Доменико Сориано признает, что Филумена победила и просит её стать его женой по-настоящему, а её сыновей, всех троих, он готов усыновить... 

## В ролях
- Марчелло Мастроянни — Доменико Сориано (в советском прокате роль дублировал Евгений Весник)
- Софи Лорен — Филумена Мартурано (в советском прокате роль дублировала Серафима Холина)[2][3]
- Текла Скарано — Розалия
- Альдо Пульизи — Альфредо
- Марилу Толо — Диана
- Джанни Ридольфи — Умберто
- Дженерозо Кортини — Микеле
- Вито Мориконе — Риккардо

## Награды и премии
- 1965 — Приз Московского кинофестиваля лучшей актрисе (Софи Лорен)[4].
- 1965 — Номинация на премию «Оскар» за лучшую женскую роль (Софи Лорен)[5].
- 1965 — Премия «Золотой глобус» за лучший фильм на иностранном языке, а также две номинации: лучшая актриса — комедия или мюзикл (Софи Лорен), лучший актёр — комедия или мюзикл (Марчелло Мастроянни).
- 1965 — 4 премии «Давид ди Донателло»: лучший режиссёр (Витторио Де Сика), лучший продюсер (Карло Понти), лучший актёр (Марчелло Мастроянни), лучшая актриса (Софи Лорен).
- 1965 — премия «Серебряная лента» лучшей актрисе второго плана (Текла Скарано), а также 4 номинации: лучший продюсер (Карло Понти), лучший актёр (Марчелло Мастроянни), лучшая актриса (Софи Лорен), лучшая операторская работа в цветном фильме (Роберто Джерарди).
- 1966 — Номинация на «Оскар» за лучший фильм на иностранном языке[6].